# Everything Went Black
Everything Went Black è una raccolta del gruppo hardcore punk statunitense Black Flag, pubblicata nel 1983 da SST Records. Si tratta di una raccolta di inediti e outtake registrate tra il 1978 e il 1981, pubblicata inizialmente come doppio vinile. Al momento della pubblicazione, la band si trovava in forte contrasto con l'etichetta Unicorn Records, e al termine della disputa legale si vide negata la possibilità di utilizzare il nome Black Flag. Per questo motivo la prima stampa dell'album conteneva in copertina solo i nomi dei componenti, senza il nome del complesso.

## Tracce
Sono state tutte scritte da Greg Ginn tranne dove indicato
1. Gimmie Gimmie Gimmie – 01:57
2. I Don't Care – 0:58 (Greg Ginn – Keith Morris)
3. White Minority – 1:09
4. No Values – 1:58
5. Revenge – 1:01
6. Depression – 2:07
7. Clocked In – 1:29
8. Police Story – 1:30
9. Wasted – 0:42
10. Gimmie Gimmie Gimmie – 1:40
11. Depression – 2:40
12. Police Story – 1:33
13. Clocked In – 1:36
14. My Rules – 0:58
15. Jealous Again – 2:24
16. Police Story – 1:35
17. Damaged I – 2:05 (Dez Cadena – Greg Ginn)
18. Louie, Louie – 1:27 (Richard Berry)
19. No More – 3:00 (Chuck Dukowski)
20. Room 13 – 2:06 (Greg Ginn – Medea)
21. Depression – 2:40
22. Damaged II – 4:13
23. Padded Cell – 1:50 (Chuck Dukowski – Greg Ginn)
24. Gimmie Gimmie Gimmie – 1:46
25. Crass Commercialism – 17:34 (Si tratta di una compilation delle pubblicità radio per gli show dei Black Flag)

## Formazione
- Keith Morris - voce - tracce 1-9
- Ron Reyes - voce - tracce 10-14
- Dez Cadena - voce - tracce 15-24
- Greg Ginn - chitarra
- Chuck Dukowski - basso
- Brian Migdol - batteria - tracce 1-4
- ROBO - batteria - tracce 5-24

## Crediti[2]
- Spot - produttore
- Black Flag - produttore
- Geza X - produttore
- David Tarling - ingegneria del suono